# Green Lantern (film)
Green Lantern je americký akční sci-fi film z roku 2011 natočený Martinem Campbellem podle stejnojmenného komiksu vydavatelství DC Comics. Titulní roli testovacího pilota Hala Jordana, který je vybrán, aby se stal prvním lidským členem Sboru Green Lantern, ztvárnil Ryan Reynolds. Hal získá prsten, jenž ho obdaří superschopnostmi. Musí se postavit Parallaxovi, který se snaží narušit rovnováhu sil ve vesmíru. Vedle Reynoldse se ve filmu objevili Blake Lively, Peter Sarsgaard, Mark Strong, Angela Bassett a Tim Robbins. Snímek, jehož rozpočet činil 200 milionů dolarů, byl do amerických kin uveden 17. června 2011. V Česku měl premiéru 18. srpna 2011.

## Příběh
Před miliony let využily bytosti zvané Ochránci vesmíru zelenou esenci síly vůle, aby vytvořily mezigalaktickou policii – tzv. sbor Green Lantern. Vesmír rozdělili na 3600 sektorů, z nichž každý měl jednoho člena sboru. Ochránce sektoru 2804 Abin Sur porazil nebezpečného a záhadného Parallaxe a uvěznil jej ve Ztraceném sektoru na zničené planetě Ryut. V současnosti ale Parallax uprchne a téměř Abin Sura zabije. Ten přistane na Zemi a přikáže svému prstenu, aby nalezl vhodného následníka.
Prsten vybere Hala Jordana, nafoukaného testovacího pilota. Transportuje ho k Abin Surovi a ten z něj udělá Green Lanterna. Doma Hal řekne přísahu a je přenesen na domovskou planetu Green Lanternů. Tam se seznámí s Tomarem-Re a Kilowogem, kteří jej začnou trénovat, zatímco Sinestro, vůdce Green Lanternů, považuje Hala za nevhodného a bojácného. Hal se pak se svým prstenem a lucernou vrátí na Zemi.
Senátor Robert Hammond mezitím povolá na tajnou základnu svého syna Hectora, aby provedl pitvu Abin Sura. Část Parallaxe, která zůstala uvnitř Surova těla, vstoupí do Hectora a ten tak získá telepatické a telekinetické schopnosti na úkor duševního zdraví. Když zjistí, že byl pro pitvu vybrán jen kvůli otcovu vlivu, pokusí se svého tátu zabít tím, že telekineticky ovládne jeho helikoptéru na večírku. Hal, coby maskovaný Green Lantern, senátora a ostatní hosty na párty zachrání. Mezi nimi je i Halova dětská láska Carol Ferrisová. Později ale Hector svého otce i tak zabije. Hal se dozví, že na Zemi míří Parallax.
Na domovské planetě Green Lanternů prozradí Ochránci Sinestrovi, že Parallax byl kdysi jedním z nich. Pak se ale rozhodl používat žlutou esenci strachu a stal se jeho ztělesněním. Sinestro věří, že se strachem se dá bojovat jen strachem samotným, a tak požádá Ochránce, aby vytvořili prsten se žlutou esencí. Chystá se obětovat Zemi, aby ochránil domovskou planetu Green Lanternů. Objeví se ale Hal a tvrdí, že užitím strachu se promění ve zlo. Sinestrův plán je tak odmítnut a Hal je určen k záchraně Země.
Po návratu na Zemi Hal zachrání Carol před Hectorem. Parallax pak dorazí na Zemi, vysaje Hectorovu životní sílu a zaútočí na Coast City. Hal použije svou novou sílu a odláká Parallaxe pryč ze Země směrem ke Slunci, což Parallaxe zničí. Hal ztratí vědomí a směřuje ke Slunci, Sinestro, Kilowog a Tomar-Re jej ale zachrání. Celý Sbor Green Lantern pak Halovi poděkuje za jeho statečnost a Sinestro mu svěří odpovědnost za jeho sektor.
Sinestro ale žlutý prsten, obsahující esenci strachu, ukradne a nasadí si jej na ruku.

## Obsazení

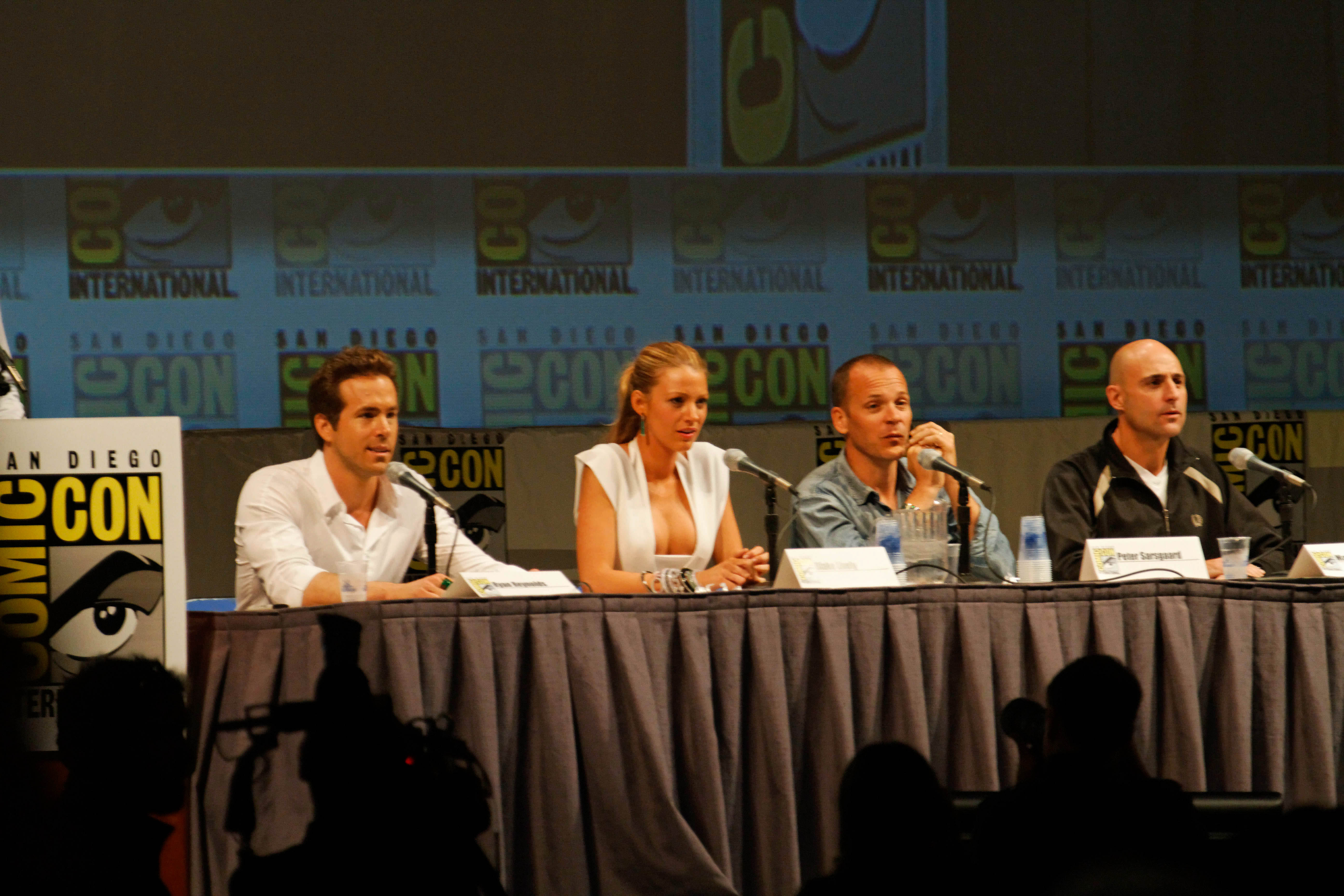
Herci z filmu, zleva: Ryan Reynolds, Blake Lively, Peter Sarsgaard a Mark Strong

- Ryan Reynolds jako Hal Jordan / Green Lantern
- Blake Lively jako Carol Ferrisová
- Peter Sarsgaard jako Hector Hammond
- Mark Strong jako Sinestro
- Angela Bassett jako doktorka Amanda Wallerová
- Temuera Morrison jako Abin Sur
- Jay O. Sanders jako Carl Ferris
- Jon Tenney jako Martin Jordan
- Taika Waititi jako Thomas Kalmaku
- Tim Robbins jako senátor Robert Hammond

## Přijetí

### Tržby
Během prvního víkendu po uvedení v Severní Americe utržil snímek více než 53 milionů dolarů a stal se tak nejvýdělečnějším filmem víkendu. Druhý víkend ale jeho tržby spadly o 66 %, což byl největší pád superhrdinského filmu v roce 2011. Celkové tržby ve Spojených státech a Kanadě činily přes 116 milionů dolarů, v zahraničí pak dalších více než 103 milionů. Celosvětově snímek utržil 219 851 172 dolarů, což byla částka, která podle mnoha filmových analytiků nedosáhla očekávání.

### Filmová kritika
Snímek sklidil převážně negativní reakce kritiky. Agregátor filmových recenzí Rotten Tomatoes mu na základě 226 recenzí udělil hodnocení ve výši 26 %. Server k filmu uvádí: „Green Lantern promrhal impozantní rozpočet a několik desetiletí komiksové mytologie.“ Server Metacritic ohodnotil snímek na základě 39 recenzí 39 body ze 100. Server Kinobox.cz na základě vyhodnocení 18 recenzí z českých internetových stránek udělil filmu Green Lantern 53 %.

## Navazující filmy
Na základě komerčního neúspěchu a negativních reakcí kritiky odstoupilo studio Warner Bros. od zamýšleného sequelu, ke kterému již byl připravován scénář a na který odkazoval epilog prvního filmu. Samotný Green Lantern měl rovněž tvořit první snímek nové společné série filmů DC Comics, neboť byl připravován také film The Flash, kde měl mít Ryan Reynolds v roli Green Lanterna cameo roli. I tyto plány ale byly nakonec opuštěny.
V rámci filmové série DC Extended Universe, zahájené v roce 2013 snímkem Muž z oceli, má v roce 2020 vzniknout filmový reboot Green Lanterna.